# Chyliza munda
Chyliza munda är en tvåvingeart som först beskrevs av Walker 1860.  Chyliza munda ingår i släktet Chyliza och familjen rotflugor. Inga underarter finns listade i Catalogue of Life.